# Alona Chkroum
Alona Chkroum (née le 2 janvier 1988 à Kiev) est une femme juriste et politique ukrainienne.

## Biographie
Elle a suivi des études à l'Université nationale Taras-Chevtchenko de Kiev en droit, à l'Université Panthéon-Sorbonne et à l'Université de Cambridge. Elle est la présidente du groupe d'amitié franco-ukrainienne du parlement.
À partir de l'invasion de l'Ukraine en 2022, elle a été envoyée en délégation auprès des gouvernements européens pour plaider la cause des femmes et ainsi que de la deuxième catastrophe qu'est le viol. Elle, ainsi que les autres femmes députées vont plaider à l'international car les hommes de dix-huit à soixante ans ne peuvent plus sortir d'Ukraine, elle se définit comme membre de l'Union panukrainienne "Patrie" (« Même si cela ne compte plus, tous les partis travaillent ensemble », insiste Alona.
Elle fut assistante parlementaire d'Iryna Herachtchenko et d'Igor Alekseev, députée de la 9e rada ukrainienne.
Alona est mariée avec Dmytro Natalukha.